# Залужани (Охтирський район)
Залужа́ни —  село в Україні, в Охтирській громаді Охтирського району Сумської області. Населення становить 28 осіб. Орган місцевого самоврядування — Охтирська міська рада.

## Географія
Село Залужани знаходиться на лівому березі річки Ворскла, нижче за течією на відстані 2 км розташоване село Козятин, на протилежному березі - село Поділ. За 1,5 км розташоване місто Охтирка. Річка в цьому місці звивиста, утворює лимани, стариці і заболочені озера. Поруч проходила вузькоколійна залізниця, станція Охтирка за 6 км.

## Населення

### Мова
Розподіл населення за рідною мовою за даними перепису 2001 року:
| Мова       | Кількість | Відсоток |
| ---------- | --------- | -------- |
| українська | 28        | 100%     |